# Ryōmei Tanaka
Ryōmei Tanaka (japanisch 田中亮明, Tanaka Ryōmei, * 13. Oktober 1993 in Tajimi) ist ein japanischer Boxer im Fliegengewicht.
Er ist der ältere Bruder des Profiboxers Kōsei Tanaka.

## Boxkarriere
Ryōmei Tanaka begann 2007 mit dem Boxsport und wurde 2015, 2016 und 2019 Japanischer Meister im Fliegengewicht.
Er nahm an der asiatischen Olympiaqualifikation 2016 in China teil und besiegte dort unter anderem Gaurav Bidhuri, ehe er im Viertelfinale gegen Shahobiddin Zoirov ausschied. Er startete anschließend noch beim olympischen Qualifikationsturnier 2016 in Aserbaidschan, wo er Nándor Csóka besiegen konnte, dann aber im Achtelfinale mit 1:2 gegen Elie Konki unterlag.
Bei den Asienmeisterschaften 2017 in Taschkent besiegte er im Achtelfinale Asror Vohidov, verlor dann im Viertelfinale gegen Qairat Jeralijew, schlug jedoch in den Box-offs noch Gaurav Bidhuri und qualifizierte sich mit diesem fünften Platz für die Weltmeisterschaften 2017 in Hamburg. Bei der WM besiegte er in der Vorrunde Ahmad El Ahmad aus Dänemark, ehe er im Achtelfinale mit 2:3 gegen den Deutschen Omar El-Hag ausschied.
Bei den Asienspielen 2018 in Jakarta konnte er Gaurav Solanki besiegen und scheiterte dann im Achtelfinale gegen Gankhuyagiin Gan-Erdene.
Der japanische Boxverband nominierte Ryōmei Tanaka als Starter im Fliegengewicht bei den 2021 in Tokio ausgetragenen Olympischen Spielen, weshalb er sich als Vertreter des Gastgeberlandes vorher nicht zur Teilnahme qualifizieren musste. Bei den Olympischen Spielen besiegte er dann überraschend die drei olympischen Medaillengewinner von 2016, Yoel Finol, Hu Jianguan und Yuberjen Martínez, womit er in das Halbfinale einzog und sich damit bereits eine Medaille sichern konnte. Beim Kampf um den Einzug ins Finale unterlag er gegen Carlo Paalam und schied daher mit einer Bronzemedaille aus.